# Međimurska nogometna liga 1971./72.
Međimurska nogometna liga za sezonu 1971./72. je predstavljala ligu petog stupnja nogometnog prvenstva Jugoslavije. Sudjelovalo je 12 klubova, a prvak je bio "MTČ" iz Čakovca. 

## Ljestvica
| mj. | klub                           | ut. | pob. | ner. | por. | gol+ | gol- | bod |
| --- | ------------------------------ | --- | ---- | ---- | ---- | ---- | ---- | --- |
| 1.  | MTČ Čakovec                    | 22  | 15   | 2    | 5    | 77   | 34   | 32  |
| 2.  | Polet Pribislavec              | 22  | 14   | 1    | 7    | 52   | 41   | 29  |
| 3.  | Omladinac Mačkovec             | 22  | 14   | 2    | 6    | 60   | 39   | 28  |
| 4.  | Bratstvo Savska Ves            | 22  | 10   | 6    | 6    | 48   | 42   | 26  |
| 5.  | BSK Belica                     | 22  | 9    | 7    | 6    | 41   | 45   | 25  |
| 6.  | Borac Nedelišće                | 22  | 9    | 4    | 9    | 41   | 39   | 22  |
| 7.  | Proleter Donji Kraljevec       | 22  | 9    | 2    | 11   | 40   | 42   | 20  |
| 8.  | Omladinac Novo Selo Rok        | 22  | 6    | 7    | 9    | 42   | 42   | 19  |
| 9.  | Mladost Ivanovec               | 22  | 9    | 1    | 12   | 41   | 63   | 19  |
| 10. | Partizan Strahoninec           | 22  | 8    | 2    | 12   | 38   | 44   | 18  |
| 11. | Međimurec Dunjkovec/Pretetinec | 22  | 6    | 3    | 13   | 42   | 63   | 15  |
| 12. | Mladost Prelog                 | 22  | 4    | 3    | 15   | 35   | 61   | 11  |

## Rezultatska križaljka
| kratica | klub                           | BOR | BRA | BSK | MEĐ | MLAI | MLAP | MTČ | OMLM | OMLNSR | PAR | POL | PRO |
| --- | ------------------------------ | --- | --- | --- | --- | ---- | ---- | --- | ---- | ------ | --- | --- | --- |
| BOR | Borac Nedelišće                |     | 1:3 | 2:2 | 3:0 |      |      |     | 1:3  |        | 3:2 |     | 4:1 |
| BRA | Bratstvo Savska Ves            |     |     |     |     |      |      |     |      |        |     |     |     |
| BSK | BSK Belica                     |     |     |     |     |      |      |     |      |        |     |     |     |
| MEĐ | Međimurec Dunjkovec/Pretetinec |     |     |     |     |      |      |     |      |        |     |     |     |
| MLAI | Mladost Ivanovec               | 1:3 |     |     |     |      |      |     |      |        |     |     |     |
| MLAP | Mladost Prelog                 | 2:3 |     |     |     |      |      |     |      |        |     |     |     |
| MTČ | MTČ Čakovec                    | 2:1 |     |     |     |      |      |     |      |        |     |     |     |
| OMLM | Omladinac Mačkovec             |     |     |     |     |      |      |     |      |        |     |     |     |
| OMLNSR | Omladinac Novo Selo Rok        | 2:2 |     |     |     |      |      |     |      |        |     |     |     |
| PAR | Partizan Strahoninec           |     |     |     |     |      |      |     |      |        |     |     |     |
| POL | Polet Pribislavec              | 2:5 |     |     |     |      |      |     |      |        |     |     |     |
| PRO | Proleter Donji Kraljevec       |     |     |     |     |      |      |     |      |        |     |     |     |
| |                                |     |     |     |     |      |      |     |      |        |     |     |     |
| podebljan rezultat - utakmice od 1. do 11. kola (1. utakmica između klubova) rezultat normalne debljine - utakmice od 12. do 22. kola (2. utakmica između klubova) rezultat nakošen - nije vidljiv redoslijed odigravanja međusobnih utakmica iz dostupnih izvora rezultat smanjen * - iz dostupnih izvora nije uočljiv domaćin susreta prekrižen rezultat - poništena ili brisana utakmica p - utakmica prekinuta 3:0 p.f. / 0:3 p.f. - rezultat 3:0 bez borbe |                                |     |     |     |     |      |      |     |      |        |     |     |     |

 Izvori: